# NGC 6111
NGC 6111 (również PGC 57579) – galaktyka eliptyczna (E?), znajdująca się w gwiazdozbiorze Smoka. Odkrył ją Lewis A. Swift 31 maja 1887 roku.